# Epitrix similaris
Epitrix similaris é uma espécie de insetos coleópteros polífagos pertencente à família Chrysomelidae.
A autoridade científica da espécie é Gentner, tendo sido descrita no ano de 1944.
Trata-se de uma espécie presente no território português.